# Terong (Dlingo)
Terong is een bestuurslaag in het regentschap Bantul van de provincie Jogjakarta, Indonesië. Terong telt 5103 inwoners (volkstelling 2010).